# Жнятинська сільська рада
| Жнятинська сільська рада — колишній орган місцевого самоврядування у Мукачівському районі Закарпатської області з адміністративним центром у с. Жнятино. Сільській раді були підпорядковані населені пункти: - с. Жнятино |

## Склад ради
Рада складалася з 16 депутатів та голови.

## Керівний склад сільської ради
| ПІБ                  | Основні відомості                                                 | Дата обрання | Дата звільнення |
| -------------------- | ----------------------------------------------------------------- | ------------ | --------------- |
| Богуш Марія Петрівна | Сільський голова, 1958 року народження, освіта вища, позапартійна | 26.03.2006   | 31.10.2010      |
| Богуш Марія Петрівна | Сільський голова, 1958 року народження, освіта вища, позапартійна | 31.10.2010   | 25.10.2015      |
| Орос Іван Іванович   | Сільський голова                                                  | 26.10.2015   |                 |

Примітка: таблиця складена за даними джерела